# 莫里斯·迪弗拉纳体育场
莫里斯·迪弗拉纳体育场（法語：stade Maurice Dufrasne），又称斯克莱桑体育场（法語：stade de Sclessin），是比利时列日的一个球场，以标准列日前主席莫里斯·迪弗拉纳命名。